# Догри
Догри (डोगरी / ڈوگرى) е индоарийски език, говорен от около 4 милиона души от етническата група догра в Индия, където е един от официалните езици, и Пакистан, главно в Джаму и Кашмир, Химачал Прадеш и Северен Пенджаб.
За разлика от повечето индоевропейски езици догри е тонален език. В миналото е използвал писмената система такри, а днес главно деванагари в Индия и насталик в Пакистан.